# Vera Biryukova
Vera Leonidovna Biryukova (em russo:  Вера Леонидовна Бирюкова; Omsk, 11 de abril de 1998) é uma ginasta russa que compete em provas de ginástica rítmica e campeã olímpica.

## Carreira
Biryukova nasceu em Omsk e começou a praticar ginástica aos cinco anos de idade com o incentivo de seus pais. Sua primeira treinadora foi Natalia Glemba e posteriormente começou a treinar com Elena Arais e Vera Shtelbaums. Em 2013 passou a ser convocada para a seleção russa de ginástica rítmica, intercalando entre as equipes principal e reserva. A partir de 2016 ela teve seu grande avanço, quando se firmou como membro da equipe nacional russa substituindo Ksenia Polyakova, e competiu com a equipe nas etapas da Copa do Mundo em Cazã e Baku.
Acabou convocada para integrar a seleção russa de ginástica rítmica nos Jogos Olímpicos de 2016, no Rio de Janeiro, onde conquistou a medalha de ouro na prova por equipes ao lado de Anastasia Maksimova, Maria Tolkacheva, Anastasia Bliznyuk e Anastasia Tatareva totalizando 36,233 pontos.